# Juan Bonilla

Juan Bonilla (2001)

Juan Bonilla (*  11. August 1966 in Jerez de la Frontera, Cádiz) ist ein spanischer Dichter, Schriftsteller, Essayist und Übersetzer.

## Biografie
Sein erstes Werk, El que apaga la luz, wurde 1994 von Editorial Pre-Textos veröffentlicht. Es handelt sich um eine Sammlung von Kurzgeschichten, die in einer von der Zeitschrift Quimera durchgeführten Umfrage unter Kritikern, Wissenschaftlern und Schriftstellern als eines der besten Bücher mit Kurzgeschichten der spanischen Literatur des 20. Jahrhunderts ausgewählt wurde. Außerdem wurde El que apaga la luz im Jahre 2000 von der Zeitung El País auf die Liste der wichtigsten Bücher der letzten 25 Jahre gesetzt.
1996 veröffentlichte er bei Ediciones B den Roman Nadie conoce a nadie, der sich in Sevilla während der Karwoche abspielt und die Beziehung zwischen Fiktion und Realität anhand eines Rollenspiels thematisiert. Der Roman wurde 1999 von Mateo Gil unter dem gleichnamigen Titel und mit Eduardo Noriega, Paz Vega und Jordi Mollà in den Hauptrollen verfilmt. Der Film war ein großer Erfolg, dem ein unerwartetes Ereignis folgte: Im Jahre 2000, dem Jahr, in dem die Handlung des Romans spielt, ereigneten sich während der Karwoche in Sevilla einige Ereignisse, die denen, die in Bonillas Werk erzählt werden, sehr ähneln, fast so, als wären sie von ihm inspiriert worden. 2021 wurde eine neue Version des Romans unter dem Titel Nadie contra nadie (Seix Barral) veröffentlicht. 
2003 veröffentlichte er seinen Roman Der nubische Prinz (Seix Barral), der in sieben Sprachen übersetzt wurde. Der nordamerikanische Regisseur Alfredo De Villa kaufte die Rechte an der Verfilmung.
2013 veröffentlichte er den Roman Prohibido entrar sin pantalones (Seix Barral), in dem der russische futuristische Dichter Wladimir Majakowski die Rolle des Protagonisten einnimmt. Ein Jahr später wurde der Roman mit dem Premio Bienal de Novela Mario Vargas Llosa ausgezeichnet, der mit 100.000 Dollar und einer Skulptur des peruanischen Künstlers Fernando de Szyszlo dotiert ist. Im Jahr 2021 wählte die Zeitschrift Esquire das Buch zu einem der zehn Bücher der 2010er-Jahre.
Im Jahr 2015 gewährte ihm die BBVA-Stiftung eines ihrer Kreativstipendien, um einen neuen Roman über die mexikanische Künstlerin Nahui Olin schreiben zu können. Dieser Roman, der 2019 bei Seix Barral unter dem Titel Totalidad sexual del cosmos veröffentlicht worden war, wurde ein Jahr später mit dem Premio Nacional de Literatura ausgezeichnet.
Im Jahr 2021 wurde er mit dem Preis Ciudad de Jerez für seine berufliche Laufbahn ausgezeichnet.
Als Journalist leitete er zusammen mit José Mateos zwischen 1989 und 1992 die Literaturbeilagen Citas der Tageszeitung Diario de Jerez und zusammen mit Francisco Lira 1993/1994 La Mirada von El Correo de Andalucía. Er war außerdem Leiter der Nachrichtensendungen bei Radio América, Chefredakteur bei Ajoblanco und Koordinator der Zeitschrift Zut, wo er die literarische Leitung innehatte. 
Er schreibt für die Zeitschrift Jot Down und leitet derzeit (Stand Herbst 2022) das Journal Calle del Aire.
Darüber hinaus hat er zahlreiche Ausstellungen kuratiert: Futurismo y cuenta nueva (Instituto del Libro de Málaga, 2009), Baldomero Pestana: La verdad entre las manos (Instituto Cervantes, 2018), La cámara de hacer poemas (Biblioteca Nacional de España, PhotoEspaña, 2018) und Fotolibro Andaluz (CICUS, 2019).

## Werke

### Gedichte
- Partes de guerra (1994). Verlag Pre-Textos.
- El belvedere (2002). Verlag Pre-Textos.
- Buzón vacío (2006). Verlag Pre-Textos.
- Cháchara (2010). Verlag Renacimiento.
- Poemas pequeñoburgueses (2016). Verlag Renacimiento.
- Horizonte de sucesos (2021). Verlag Renacimiento.

### Geschichten
- El que apaga la luz (1994). Verlag Pre-Textos.
- La compañía de los solitarios (1999). beinhaltet die Novelle El mejor escritor de su generación. Verlag Pre-Textos.
- La noche del Skylab (2000). Verlag Espasa Calpe; Círculo de Lectores, 2002; Booket, 2008.
- El estadio de mármol (2005). Verlag Seix Barral.
- Tanta gente sola (2009). Verlag Seix Barral; Booket, 2011, 2013.
- Una manada de ñus (2013). Verlag Pre-Textos.

### Romane
- Yo soy, yo eres, yo es... (1995). Ediciones Imperdonables. Auch erschienen bei Planeta, 1998; Seix Barral, 2003; Luces de Gálibo, 2016 (Illustrierte Ausgabe).
- Nadie conoce a nadie (1996). Ediciones B. Auch erschienen bei Círculo de Lectores, 1997; Ediciones B, 1999; Punto de Bolsillo, 2000. 2021 neu aufgelegt in eine neue Version durch Seix Barral mit dem Titel Nadie contra nadie.
- Cansados de estar muertos (1998). Espasa Calpe.
- El mejor escritor de su generación (1999). Pre-Textos. Auch erschienen bei El Paseo Editorial, 2021.
- Los príncipes nubios (2003). Seix Barral. Auch erschienen bei Círculo de Lectores, 2004; Booket, 2005, 2009.
- Prohibido entrar sin pantalones (2013). Seix Barral. Auch erschienen bei Booket, 2017.
- Totalidad sexual del cosmos (2019). Seix Barral.

### Essays
- El arte del yo-yo (1996). Verlag Pre-Textos. Auch erschienen bei RBA, 2001.
- Teatro de variedades (2002). Verlag Renacimiento. 2. Edition ausgeweitet im Jahr 2022, Verlag Renacimiento.
- La plaza del mundo (2008). Universidad de Valladolid.
- El tiempo es un sueño pop: vida y obra de Terenci Moix (2011). RBA.
- Catálogo de libros excesivos, raros o peligrosos (2013). Universidad de Sevilla.
- Biblioteca en llamas (2016). Verlag Renacimiento.
- La novela del buscador de libros (2018). Foundation José Manuel Lara.

### Texteditionen und Übersetzungen

#### Editionen
- Aviones plateados. Antología de la poesía futurista latinoamericana (2004). Anthropos; 2. Edition korrigiert und bearbeitet, 2009, Kollektion Puerta del Mar, Diputación de Málaga.
- Poemas simplistas (2010) von Alberto Hidalgo. Zut Ediciones.
- Nínfulas. Antología de lolitas en la poesía española (2011). Revista Cuadrivio.
- El arte de escribir sin arte (y otras críticas libertarias de la literatura española) von Felipe Alaiz (2012). Berenice Verlag.
- Reivindicación de Don Pedro Luis de Gálvez a través de sus úlceras, sables y sonetos (2014) von Francisco Rivas. Zut Ediciones.
- Tierra negra con alas. Antología de la poesía vanguardista latinoamericana (2019), in Zusammenarbeit mit Juan Manuel Bonet. Fundación José Manuel Lara.
- Diario de mi sentimiento (2020) von Alberto Hidalgo. Verlag Renacimiento.

#### Übersetzungen
- Infancia (1999) von J. M. Coetzee. Verlag Mondadori.
- Cincuenta poemas (2003) von A. E. Housman. Verlag Renacimiento.
- Libro de los gatos sensatos de la vieja zarigüeya (2005) von T. S. Eliot. El Gaviero, durch Nórdica neu aufgelegt, 2018.
- Melville. Su mundo y su obra (2007) von Andrew Delbanco. Seix Barral.
- Chaperos (2009) von Dennis Cooper. Editorial Tercer Nombre, neu aufgelegt als Chulos, Revuelta Editores, 2011.
- Cómo escribir relatos (2012) von Ring Lardner. Zut Ediciones.
- En tierra de nadie (2012) von Graham Greene. Seix Barral.
- Sadístico, esperpéntico e incluso metafísico (2012) von Terenci Moix. Verlag Berenice.
- La Banda de la Tenaza (2012) von Edward Abbey. Verlag Berenice. In Zusammenarbeit mit Teresa Lanero.
- El vaquero indomable (2013) von Edward Abbey. Verlag Berenice.
- Hayduke vive (2014) von Edward Abbey. Verlag Berenice.

## Preise
- Premio de Poesía Luis Cernuda (1993) für Partes de guerra.
- Premio Biblioteca Breve (2003) für die Novelle Los príncipes nubios.
- Premio Anthropos de Estudios Literarios (2004) für Aviones Plateados. Poesía futurista en América.
- Premio NH für das beste Buch (2009) für Tanta gente sola.
- Premio Villa de Rota de Poesía (2009) für Cháchara.
- Premio Gaziel de biografías y memorias (2011) für El tiempo es un sueño pop: vida y obra de Terenci Moix.
- Premio Bienal de Novela Mario Vargas Llosa (2014) für Prohibido entrar sin pantalones.
- Premio Nacional de Narrativa (2020) für die Novelle Totalidad sexual del cosmos.[6]
- Premio Ciudad de Jerez (2021).